# Buckongahelas
Buckongahelas (v. 1720-mai 1805) était un célèbre chef Lenape (ou Delaware), conseiller, et guerrier. Il a été actif à partir de l'époque de la guerre de Sept Ans jusqu'à la guerre amérindienne du Nord-Ouest, après que les États-Unis ont obtenu leur indépendance et que les colons empiètent sur le territoire au-delà des Appalaches et de la rivière Ohio. Il s'est impliqué auprès de la confédération des peuples qui parlaient la langue algonquinne, et qui cherchaient à repousser les colons américains. Le chef Buckongahelas a mené son peuple des Lenapes de l'ouest du fleuve Delaware d'aujourd'hui, et finalement à la rivière White ou se trouve actuellement la ville de Muncie dans l'Indiana. Il était un des plus puissants chefs guerriers sur la rivière White. Buckongahelas était respecté par les Américains comme un chef, bien qu'il ne possédait pas la position de faire des négociations politiques.

## Guerre d'indépendance américaine
Durant cette guerre, Buckongahelas a conduit son peuple contre les Yankees. Il a rompu avec les Lenapes neutres et pro-américains dirigés par White Eyes. Il mena son groupe plus à l'ouest pour établir un village proche du chef de guerre Blue Jacket des Shawnees. Les deux hommes sont devenus des alliés proches. Pendant les années de guerre, un certain nombre de Lenape qui s'étaient convertis au christianisme vivaient dans des villages frontaliers gérés par les missionnaires moraves. En avril 1781, dans le village de l'Ohio de Gnadenhütten, Buckongahelas avertit les Lenapes qu'une milice américaine de Pennsylvanie était susceptible d'exécuter n'importe quel Amérindien sur son passage et ne porterait pas attention au fait qu'ils soient chrétiens. Il a exhorté les Lenapes de le suivre plus loin à l'Ouest, loin des colons envahissants, se déplaçant vers l'Ouest "du soleil levant", les gens pourraient vivre où la terre était bonne et ses guerriers les protégeraient. Mais les Lenapes (Delawares) n'ont pas tenu compte de ses avertissements.
John Heckewelder, un missionnaire morave, a écrit dans son récit que les propos de Buckongahelas pour son peuple avait été fait « avec facilité et éloquence. » Il continua en disant: « onze mois après que ce discours a été prononcé par ce chef prophétique, quatre-vingt-six de ces mêmes Amérindiens chrétiens, environ une soixantaine de femmes et d'enfants, ont été assassinés à l'endroit où ces mots avaient été dites, par les mêmes hommes qu'il avait fait allusion et de la même manière qu'il avait décrit. Le 8 mars 1782, la milice coloniale de l'État attaqua et tua les Lenapes dans ce qu'on appelle le Massacre de Gnadenhütten.

## Tensions d'après-guerre
Après la guerre d'indépendance, les États-Unis d'Amérique ont affirmé leurs droits sur la Vallée de l'Ohio par droit de conquête sur la Grande-Bretagne. À la fin des années 1780, Buckongahelas s'est joint à une Confédération dirigée par les Shawnees pour tenter de repousser les colons américains qui avaient commencé à migrer à l'ouest des Appalaches, à l'aide de la rivière Ohio pour pénétrer sur le territoire. Ils remportent plusieurs batailles contre les Américains dans la guerre amérindienne du Nord-Ouest. En 1791, Buckongahelas conduit ses guerriers pour aider à remporter la victoire militaire la plus dévastatrice jamais atteinte par des Amérindiens aux États-Unis contre le général Arthur St. Clair, qui perdit 600 hommes. Les Delawares ont décrit Buckongahelas comme leur George Washington. Mesurant 5 pieds, 10 pouces de hauteur, il était fort avec des muscles puissants et était censé ressembler à l'homme d'État Benjamin Franklin.
La Confédération furent finalement vaincus à la bataille de Fallen Timbers en 1794. Les britanniques n'ont pas pu soutenir la Confédération amérindienne après cette bataille, et Buckongahelas signa le Traité de Greenville le 3 août 1795. Par ce traité, son groupe et autres Lenape ont cédé beaucoup de territoire en Pennsylvanie et en Ohio aux États-Unis. Un certain moment, des tribus concurrentes ont tenté de contrôler les terres et les villages, et il n'était pas clair que les chefs qui ont signé les traités avaient autorité sur les terres qu'ils avaient cédées.
Buckongahelas a signé le 7 juin 1803, le Traité de Fort Wayne à Indiana. Le gouvernement des États-Unis avait créé des nouvelles frontières pour les Lenapes et les autres nations amérindiennes. Ils cédaient également les puits de sels. Les Tribus algonquiennes ont cédé de grandes étendues de territoire aux États-Unis. Enfin, ils ont signé le Traité de Vincennes le 18 août 1804 à Vincennes (Indiana). Les Lenapes ont donc cédé les terres entre l'Ohio et la rivière Wabash. Le traité a permis de créer les territoires de l'Ohio et de l'Indiana à la colonisation européenne d'Amérique. Pas capable de lire et écrire, Buckongahelas fit des « X » comme signatures sur les trois traités.
Buckongahelas passa ses dernières années, vivant avec son peuple de la rivière White près de l'actuelle ville de Muncie. Il mourut en mai 1805 à l'âge de 85 ans de variole ou de grippe. De nombreux amérindiens locaux pensaient que les épidémies provoquant de maladies mortelles étaient liées à la sorcellerie, parce que leurs remèdes traditionnels et les hommes-médecine n'avaient aucun effet sur l'évolution des maladies. Ils ont mené une chasse aux sorcières et exécuté plusieurs Lenapes soupçonnées de sorcellerie. Les conditions de défaite et de désespoir ont été les motifs de la montée du prophète Shawnee Tenskwatawa, qui a promis la puissance renouvelée pour les Indiens d'Amérique contre les américains européens. Son frère Tecumseh est devenu un chef influent menant une nouvelle Confédération indienne contre les américains au début du XIXe siècle pendant la guerre de 1812.